# Jimmy Gibb
James A. Gibb, detto Jimmy (Belfast, 6 maggio 1912 – 14 gennaio 1958), è stato un calciatore nordirlandese, di ruolo attaccante.

## Carriera

### Nazionale
Venne convocato nella Nazionale britannica che partecipò ai Giochi olimpici del 1936 tuttavia non disputò neanche una partita.